# شاک آدامز
شاک آدامز (انگلیسی: Shak Adams؛ زادهٔ ۷ سپتامبر ۱۹۹۸) بازیکن فوتبال اهل ایالات متحده آمریکا است. شاک در باشگاه فوتبال تنسی فوتبال جوانان بازی کرد. قبل از بازی کردن فوتبال در دانشگاه خلیج فلوریدا از سال ۲۰۱۶ تا ۲۰۱۹، آدامز در طول دوران حضورش در ایگلز ۷۱ بازی انجام داد و ۲۳ گل به ثمر رساند و ۱۶ پاس گل داد.